# Esel (Wappentier)

Gekrönter Esel im Wappen von Tussenhausen.

Der Esel ist in der Heraldik als Wappentier nur durch die großen Ohren und die geringere Größe vom Wappentier Pferd zu unterscheiden. 
Ein gern gewähltes Merkmal zur Unterscheidung ist die Distel im Maul des Tieres. Eine Zeit lang wurde etwa im 19. Jahrhundert der Esel zum Maultier im Wappen. Die Symbolik des Esels reicht von religiöser Sichtweise bis zur Narretei. Der Esel steht ebenso für Demut und Mäßigung.
Alle heraldischen Farben und Formen der Darstellung sind möglich, aber orientiert wird am Pferd. So ist die Grundhaltung stehend mit dem Blick nach heraldisch rechts – die vom Betrachter aus linke Seite. Beliebt ist der Eselskopf im Wappenschild oder Oberwappen.
Bekannt ist das Wappen der Familie Ittersum. Im Schild drei Eselköpfe und ein Wappenspruch „Id ter sum“, was so viel wie „dies bin ich dreimal“ bedeutet. Hier nimmt sich der Wappenträger auf die leichte Seite.
Der Esel eignet sich auch für ein redendes Wappen. Beispiel ist der Uradel Riedesel Freiherren zu Eisenbach aus Hessen mit einem Eselskopf en face. Auch bei dem bayerischen Adelsgeschlecht derer von Riedheim ist er vertreten. Hier aber als ganzes Tier. Als redendes Wappen tritt der Esel beim Wappen des fränkischen Uradelsgeschlechts Esel auf.
In den USA ist der Esel traditionell das Wappentier der Demokratischen Partei.

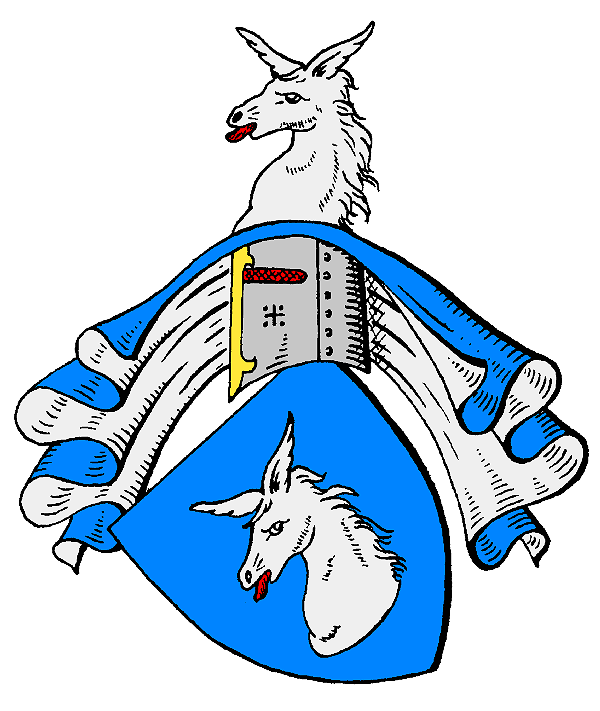
Zeppelin (Adelsgeschlecht), Esel im Schild und Oberwappen
Esel im Wappen von Bodenheim
Wappentier der Demokratischen Partei in den USA
Maulesel vor Brunnen redet für Maulbronn
Esel im Schild und Oberwappen